# Telltale Tool
Telltale Tool是诉说游戏公司以Lua脚本语言自主开发的游戏引擎。它採用可移植設計，使得诉说游戏能够同时在多个平台发布和更新游戏。

## 历史
诉说游戏在2004年成立時就已製作出初版引擎了，引擎最初名為“诉说引擎及工具箱”。为测试引擎和分配模型，並保障第一款冒险游戏《骨头：走出骨头乡》無重大程式错误，他们先做了一款休闲扑克游戏《Telltale德州扑克》。
诉说游戏开发每款作品都使用了Telltale Tool，該引擎从最初版本起即不断改善，比如新系统的兼容性和提升图形处理能力。迄今使用Telltale Tool开发的第三方的游戏只有《Hector: Badge of Carnage》一部，該遊戲由Straandlooper开发，並由诉说游戏发布。

## 使用Telltale Tool开发的游戏
- 德州扑克（英语：Telltale Texas Hold'em） (2005)
- 骨头：走出骨头乡（英语：Bone: Out from Boneville）(2005)
- 犯罪现场调查：谋杀的三维 (2006)
- 骨头：The Great Cow Race（英语：Bone:The Great Cow Race） (2006)
- 犯罪现场调查：证据确凿（英语：CSI: Hard Evidence） (2007)
- 妙探闯通关：拯救世界（英语：Sam & Max Save the World） (2007)
- 妙探闯通关：超越时空（英语：Sam & Max Beyond Time and Space）(2008)
- Strong Bad's Cool Game for Attractive People（英语：Strong Bad's Cool Game for Attractive People） (2008)
- Wallace & Gromit's Grand Adventures（英语：Wallace & Gromit's Grand Adventures）(2009)
- 猴岛传说 (2009)
- 犯罪现场调查：致命意图（英语：CSI: Deadly Intent） (2009)
- 妙探闯通关：魔鬼剧场（英语：Sam & Max: The Devil's Playhouse） (2010)
- 尼尔森·泰瑟斯：谜题侦探（英语：Nelson Tethers: Puzzle Agent） (2010)
- 犯罪现场调查：致命阴谋（英语：CSI: Fatal Conspiracy） (2010)
- 怪诞扑克夜（英语：Poker Night at the Inventory） (2010)
- 回到未来：游戏版 (2011)
- 谜题侦探2（英语：Puzzle Agent 2） (2011)
- Hector: Badge of Carnage（英语：Hector: Badge of Carnage） (2011)
- 侏罗纪公园: 游戏版（英语：Jurassic Park: The Game） (2011)
- Law & Order: Legacies（英语：Law & Order: Legacies） (2012)
- 行尸走肉 (2012)
- 行尸走肉：400天 (2012)
- 怪诞扑克夜2 (2013)
- 我们身边的狼 (2013)
- 行尸走肉：第二季 (2013)
- 无主之地传说（英语：Tales from the Borderlands） (2014)
- 权力的游戏 (2014)
- 我的世界：故事模式 (2015)
- The Walking Dead: Michonne（英语：The Walking Dead: Michonne） (2016)
- 蝙蝠俠：秘密系譜 (2016)
- 行尸走肉：第三季（英语：The Walking Dead: Season Three） (TBA)
- 权力的游戏：第二季（英语：Game of Thrones: Season Two） (TBA)